# Какань
Какань (босн. і хорв. Kakanj, серб. Какањ) — місто в середній частині Боснії і Герцеговини, у Зеніцько-Добойському кантоні Федерації Боснії та Герцеговини, адміністративний центр однойменної громади, промисловий центр.

## Історія
Какань як назва населеного пункту вперше в історії згадується в грамоті короля Степана Дабіші, виданій воєводі Хрвоє Вукчичу Хрватиничу 15 квітня 1392 року, у якій сказано, що за виявлену доблесть у бою проти турків дарується воєводі Хрвоє Вукчичу два села, а саме: село Какань у жупі Трстівніці та село Храст у жупі Лука.
Какань згадується 1468 року як поселення з 90 хатами. Старе історичне ядро міста знаходиться в селі, яке тепер носить назву Доні-Какань (Нижній Какань) і яке ще за турецьких часів було місцем розташування суду і базару.
1900 року в Какані закладено вугільну шахту, яка запрацювала в 1902 році. У наступні сто років місто забудовувалося стихійно, не за нормами містобудування, спочатку навколо шахти, а згодом уздовж берегів річок Згоща і Босна.

### Події та наслідки Боснійської війни
На початку Боснійської війни обстановка в Какані була досить спокійною. Місто опинилося посеред боснійської, контрольованої владою у Сараєві території, на шляху сполучення із Зеницею. Більшість сербської меншини незабаром покинула Какань, а у місто прибули босняцькі біженці з контрольованих сербами міст. Після підписання між хорватами і босняками Вашингтонської угоди та утворення Федерації Боснії і Герцеговини ситуація в Какані покращилася, але втікачі не повернулися. Медико-санітарні умови були поганими, хоча й не критичними; в 1994 році зафіксовано спалах гепатиту. Продовольчу безпеку вдалося взяти під контроль завдяки гуманітарній допомозі, хоча ціни залишалися непомірно високими, а більшість сімей виживали за допомогою пайків за місцем роботи та присадибних ділянок. Майже все виробництво зупинилося, ніхто не одержував зарплатню, тільки щомісячні продуктові набори.
Після війни, з 1995 по 1998 рік, кількасот хорватів поодинці повернулися в Какань, прибули назад до своїх домівок і 3 000 біженців-босняків. Економічне життя в Какані, попри обіцянки, не налагоджувалося. Цементний завод працював не на повну силу, шахта видобувала вугілля, неконкурентоздатне через домішки. Чимало молодих людей залишали місто, працювали гастарбайтерами в Німеччині або деінде і не збиралися повертатися. З понад 16 тис. жителів міста понад 4 тис. були безробітними.

## Населення
| Какань              |                |                |                |
| рік перепису        | 1991           | 1981           | 1971           |
| мусульмани          | 4.977 (41,44%) | 3.224 (38,56%) | 2.053 (36,36%) |
| хорвати             | 2.387 (19,87%) | 1.984 (23,73%) | 2.109 (37,35%) |
| серби               | 2.053 (17,09%) | 1.337 (15,99%) | 1.026 (18,17%) |
| югослави            | 1.841 (15,33%) | 1.266 (15,14%) | 230 (4,07%)    |
| інші та невизначені | 750 (6,24%)    | 549 (6,56%)    | 228 (4,03%)    |
| загалом             | 12.008         | 8.360          | 5.646          |

## Економіка

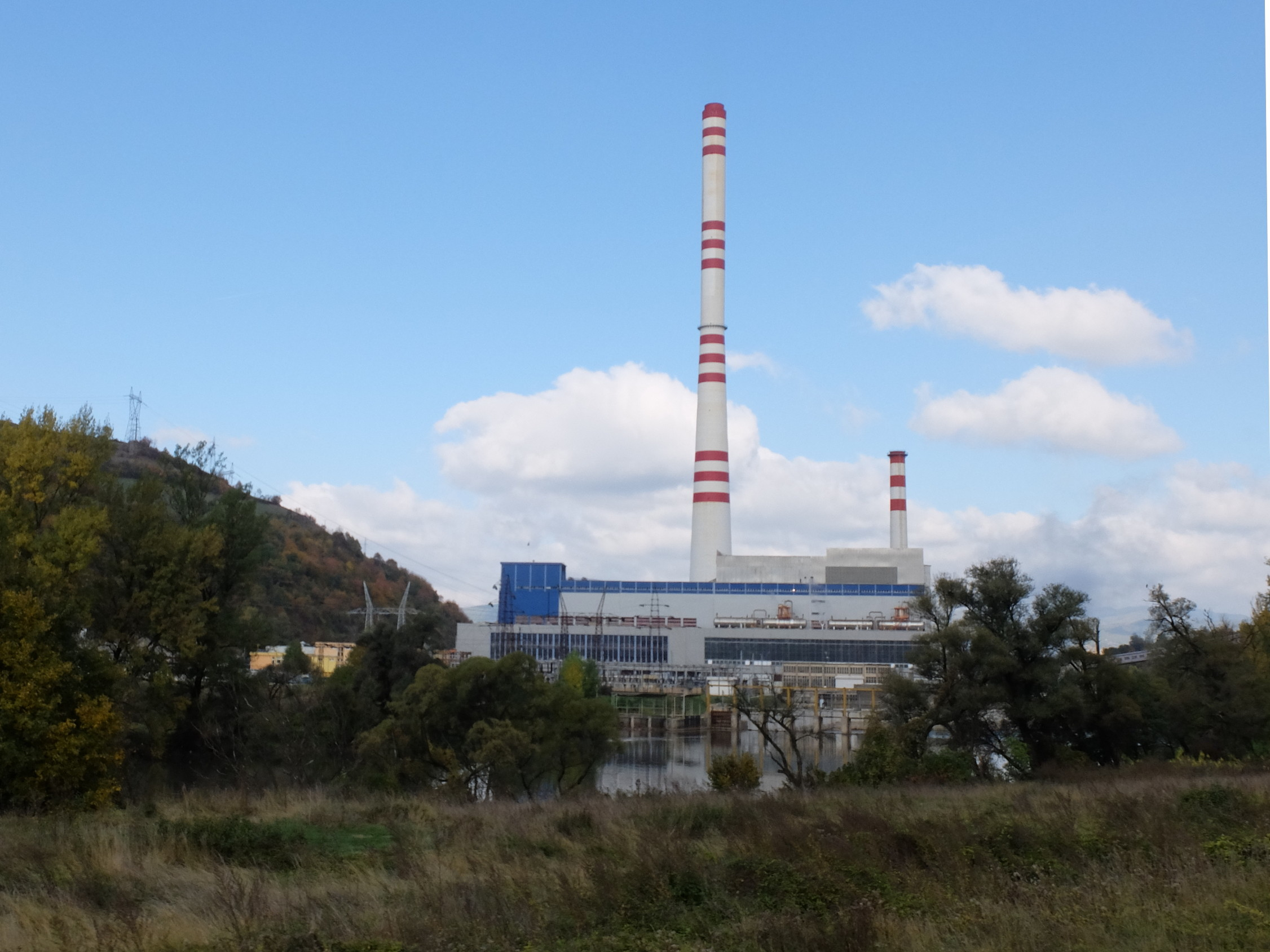
ТЕС

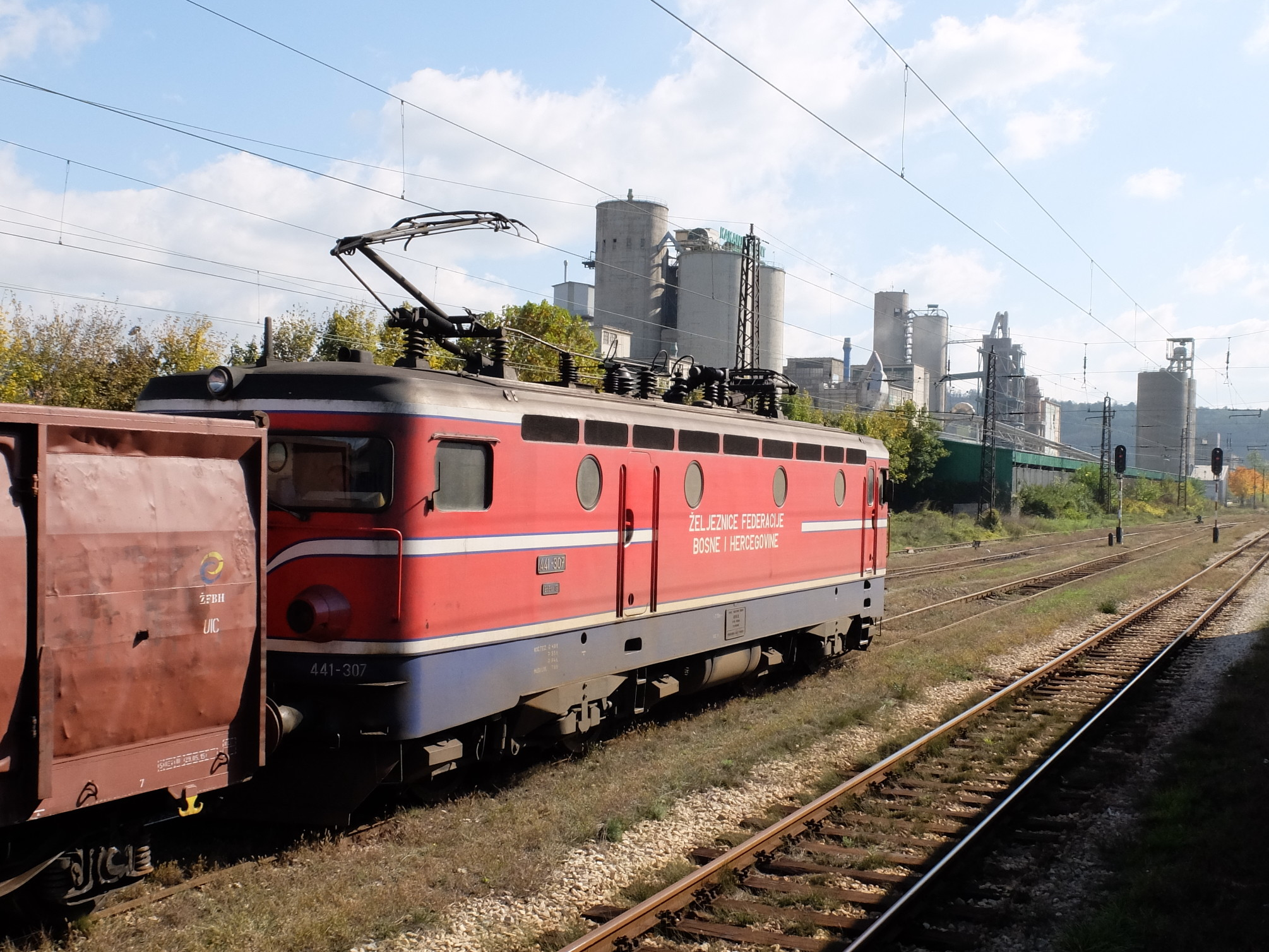
Цементний завод

Какань — одне з найзначніших промислових і туристичних міст Боснії і Герцеговини.
У Какані міститься одна з чотирьох теплових електростанцій Боснії і Герцеговини, один із двох на всю країну цементних заводів та найуспішніша нині шахта бурого вугілля.

## Постаті
У Какані народився хорватський футболіст Младен Бартулович.